# Counter-Strike: Malvinas
Counter-Strike: Malvinas là bản mod của tựa game bắn súng góc nhìn người thứ nhất nhiều người chơi Counter-Strike: Source, được công ty lưu trữ web Dattatec của Argentina phát triển và phân phối. Bản mod đã được phát hành trên toàn thế giới vào ngày 4 tháng 3 năm 2013 và sử dụng game engine Source. Trò chơi lấy bối cảnh Stanley, thủ phủ của quần đảo Falkland, và xoay quanh một nhóm lính đặc nhiệm Argentina đánh chiếm quần đảo này từ tay "phe khủng bố" người Anh. Mục tiêu của trò chơi tương tự như trong dòng game Counter-Strike; mỗi lượt sẽ giành chiến thắng bằng cách kích nổ một quả bom hoặc bằng cách tiêu diệt tất cả các thành viên của nhóm quân đối phương. Counter-Strike: Malvinas bày tỏ lòng kính trọng đối với Chiến tranh Falklands năm 1982, ước tính khoảng 650 lính Argentina và 255 lính Anh đã thiệt mạng trên chiến trường này. Bản mod đã gây ra cuộc tranh cãi khốc liệt ở Vương quốc Liên hiệp Anh; Trang web của Dattatec liền trở thành mục tiêu của tin tặc Anh vào ngày 27 tháng 3 năm 2013.

## Lối chơi

Một hình ảnh tĩnh về lối chơi. Nhà thờ chính tòa Stanley có thể được nhìn thấy ở phía trước.

Giống với lối chơi của Counter-Strike: Source, bản mod vẫn giữ nguyên lối chơi bắn súng góc nhìn người thứ nhất định hướng mục tiêu theo nhóm. Mục đích của game xoay quanh việc phá bom hoặc giết tất cả các thành viên của đội đối phương; mục tiêu cuối cùng là giành được nhiều hiệp hơn đội đối phương. Sau khi người chơi bị giết, họ sẽ không hồi sinh cho đến lượt tiếp theo. Mỗi đội bao gồm hai nhóm đối địch gồm bốn người chơi.
Counter-Strike: Malvinas lấy bối cảnh tái hiện Stanley năm 2013 (mà trong game hay gọi là "Puerto Argentinas", tên tiếng Argentina của địa điểm này), thủ phủ của Quần đảo Falkland. Bản đồ có các địa danh như Nhà thờ chính tòa Stanley và các đài tưởng niệm chiến tranh dành riêng cho chiến tranh Falklands. Đội Argentina xuất phát gần nhà thờ, trong khi đội Anh đối đầu xuất phát ở nghĩa địa Argentina.

## Bối cảnh và phát hành
Fernando Llorente, phát ngôn viên của Dattatec, tuyên bố rằng vào ngày 27 tháng 3 năm 2013, hai trong số các trang web của công ty đã bị tấn công bằng DDoS, với các tin tặc cố gắng "thâm nhập vào trong" kết nối của tên miền này. Llorente tiết lộ thêm rằng đòn tấn công có sức mạnh 5 gigabit/giây; tương đương với 5000 PC kết nối với cả hai trang web cùng lúc mỗi giây, dù anh ta thừa nhận rằng đội ngũ kỹ thuật của Dattatec sau cùng đã chặn được cuộc tấn công này. Trong một tuyên bố đưa ra vào ngày 28 tháng 3 năm 2013, Llorente nói rằng:
Nhìn chung, các cuộc tấn công này đều đến từ Đông Âu và Trung Quốc, nhưng chúng tôi phát hiện ra rằng hầu hết, dù không phải tất cả, các địa chỉ IP được sử dụng lần này là từ Vương quốc Liên hiệp Anh. Tại Dattatec, chúng tôi thường xuyên nhận được những phạm vi tấn công khác nhau – đây là phạm vi tấn công đầu tiên chủ yếu đến từ Vương quốc Liên hiệp Anh, dù tôi không thể khẳng định rằng đây là một trường hợp chiến tranh mạng. Chúng tôi nghĩ rằng ngoại giao nên được ưu tiên giữa Argentina và Vương quốc Liên hiệp Anh và chúng tôi không sợ một cuộc tấn công nào khác – khi ai đó cố gắng tấn công máy chủ và bị chặn, họ sẽ không thử lại một lần nữa.